# Timonius lasianthoides
Timonius lasianthoides är en måreväxtart som beskrevs av Theodoric Valeton. Timonius lasianthoides ingår i släktet Timonius och familjen måreväxter. Inga underarter finns listade i Catalogue of Life.